# Марго Ормоцадзе
Марго Ормоцадзе (справжнє ім'я — Маргарита Євгенівна Яковлева, нар.27 серпня 1981 року, м. Київ) — українська журналістка, поетеса, громадська діячка. Авторка журналістських розслідувань у сфері фінансів, економіки, телекомунікацій, редакторка відділу Економіка української редакції журналу Forbes (2013—2017).
Продюсерка, співавторка багатосерійної документальної стрічки «Слово Праведника», що присвячена українським Праведникам народів світу.

## Життєпис
Народилася у Києві, киянка у п'ятому поколінні. За твердженням Маргарити, її опікуном був дідусь, Яковлев Валерій Олександрович, викладач математики, був професором в Алжирі, а її двоюрідний дядя — Рєбров Юрій Васильович, український винахідник та інженер. У дитинстві мешкала в Сухумі.
Вищу освіту здобула у Національному технічному університеті України «Київський політехнічний інститут» (1998—2004), за фахом — інженер комп'ютерних систем, системний аналітик.
У 2007 страхова компанія ПЗУ Україна подавала позов до тижневика «Деловая столица» через статтю Маргарити Ормоцадзе «Отпетые каскодеры», який був відхилений Апеляційним судом міста Києва.
З листопада 2016 працює продюсеркою та співавторкою багатосерійної документальної кінострічки «Слово Праведника».

## Творчість
Журналістика
Авторка статей в виданнях BBC 
The Ukrainian, Український тиждень, Mind.ua , порталі «Історична правда».
Література
Поетеса, прозаїкиня. Вірші пише російською. Авторка казок та сюрреалістичних мініатюр.
Авторка книг, зокрема 
- Збірка поезій «Осінь» (Київ, 1996 рік)
- «044» (Київ, 2004 рік)
- «Дальнім. Близьким» (Київ, 2006 рік)[9]
- «Велика Подорож» (рос. «Большое путешествие»), (Донецьк, 2011)[10][11]
- «Перше кохання» (рос. «Первая любовь»), (Київ, 2015)[12]
- «Звездочет» (рос. «Звездочеть»), (Київ, 2016)
- «Вірші» (рос. «Стихи»), (Київ, 2020) ISBN 978-966-489-497-2

Вірші друкувалися в газеті Київський політехнік у 1999—2000 роках, альманасі Крила (2002 рік), журналі Твій час — Время Z (2004—2010).
Кінематограф
Разом з журналісткою Світланою Левітас знімає кількасерійну документальну стрічку Слово Праведника, що присвячена Праведникам народів світу. .
Фотомистецтво
Учасниця фестивалів сучасного мистецтва ГОГОЛЬFEST 2007 року (експозиція Іконостас для Гоголя) та ГОГОЛЬFEST 2008 (експозиція Душолюби) у Мистецькому Арсеналі в Києві.
У березні-квітні 2015 року в Київському будинку вчених Національної академії наук України проходила виставка «Фотощоденник Марго Ормоцадзе. ФАРБИ.СВІТЛО».
У лютому-березні 2016 року у Тель-Авів та Бат-Ям відбулася виставка Between War and Peace: Ukraine — Israel, у якій були представлені фото Маргарити Ормоцадзе. Потім виставка проходила у містах України — Києві, Харкові, Львові, тощо.

## Громадська діяльність
Членкиня Незалежної медіа-профспілки України (з 2006) та Міжнародної федерації журналістів (з 2007) 
У 2009 році, разом з українським письменником Станіславом Цаликом заснувала Київський клуб — об'єднання людей, які цікавляться історією Києва.

## Відзнаки
Марго Ормоцадзе є багаторазовою переможницею і призеркою Міжнародного конкурсу «Премія ділових кіл PressЗвание» у номінаціях «Страхування» (переможець), «Повага колег», «Бізнес та суспільство» (2008), «Телекоммунікації» (2011), «Банки. Фінанси. Інвестиції» (2014).